# Групповая динамика
Группова́я дина́мика — процессы взаимодействия членов малой группы, а также изучающее эти процессы научное направление; его основателем считается Курт Левин, который и ввел термин групповая динамика, описывающий позитивные и негативные процессы, происходящие в социальной группе.
Групповая динамика, по его мнению, должна рассматривать вопросы, связанные с природой групп, закономерностями их развития и совершенствования, взаимодействием групп с индивидами, другими группами и институциональными образованиями. В 1945 году Левин основал «Исследовательский центр групповой динамики» в Массачусетском технологическом институте. Это научное направление связано с психологией, социологией, теорией коммуникаций; изучает в первую очередь поведение небольших групп.

## Процессы
Так как члены группы взаимодействуют и влияют друг на друга, в группе возникают процессы, отличающие её от совокупности индивидуальных лиц. Среди этих процессов:
- образование подгрупп по интересам;
- возникновение лидеров и их уход в тень;
- принятие групповых решений;
- сплочение и конфликты в группе;
- изменение ролей членов группы;
- воздействие на поведение;
- потребность в присоединённости;
- распад группы.

## Причины образования групп
Существует два вида малых групп: формальные и неформальные. Причины их образования бывают разными. Формальные группы образовываются под влиянием внешних факторов, которые задают систему предписаний, распределение ролей и статусов и даже постановку групповых целей. Внешние факторы не являются психологическими механизмами.
Основой же неформальной группы является желание человека принадлежать к группе. Это в первую очередь объясняется потребностью человека в общении, а малая группа становится средой для ее удовлетворения. К числу источников, с помощью которых может быть удовлетворена потребность в общении, американский психолог М. Шоу относит так же межличностную аттракцию и групповое членство, считая последнее возможностью удовлетворения аффилиативной потребности — потребности принадлежать к группе и находиться с другими.

## Механизмы групповой динамики
Механизмы групповой динамики — это процессы, за счет которых идет становление группы (см. этапность развития малой группы).
1. Разрешение внутригрупповых противоречий. Группе необходимо пройти через некоторое количество конфликтов для выработки своих «групповых норм», которые будут одинаковыми для всех членов группы. Преодоление конфликтов приведет к стабилизации групповой структуры.[3] Можно выделить нескольких типов внутригрупповых противоречий:
  - противоречие между увеличивающимися потенциальными возможностями группы и ее нынешней деятельностью
  - противоречие между увеличивающимся стремлением индивида к самореализации и самоутверждению и одновременно усиливающимися тенденциями включения личности в групповую структуру, интеграции ее с группой
  - противоречие возникающие из-за несоответствия действий лидера с тем, что ожидают от него другие члены группы.[3]
2. «Идиосинкразический кредит» — группа дает право на поведение, выходящее за рамки «групповых норм», высокостатусному члену группы (послаблений тем больше, чем выше был вклад в достижение групповых целей в прошлом). Идиосинкразический кредит вносит в жизнь группы инновацию, это стимулирует переход группы на новый уровень развития. Это является причиной, почему идиосинкразический кредит относится к механизмам группового развития.[3]
3. Психологический обмен — группа присваивает более высокий психологический статус члену группы за более высокий вклад в ее жизнь.[4] Существует два уровня психологического обмена: Диадный уровень — является более характерным на начальных этапах развития группы, пока она еще не является целостным образованием. Обмен осуществляется между любыми двумя членами группы, а в конечном счете происходит внутри множества диад. Итогом такого обмена является приписывание определенного статуса друг другу.[3] Собственно групповой уровень — в большей степени характерен для уже сложившейся группы. Психологический обмен выходит за рамки диад: одной из сторон обмена является группа, выступающая как совокупный коллективный субъект, определяющий статус своих членов в зависимости от их ценностных вкладов в жизнь группы.[3]

## Этапность развития малой группы
Становление группы — это процесс, относящийся к групповой динамике, заключающийся в поэтапном развитии группы за счет смены этапов (или стадий). Одной из моделей, демонстрирующих смену стадий, является модель Б. Такмена. Эта модель является распространенной, так как Такмен выделяет две сферы жизнедеятельности группы: деловой (инструментальной, которая посвящена решению групповых задач) и эмоциональной (экспрессивной, нацеленной на межличностные отношения). Для каждый сферы были созданы свои модели.
В сфере межличностной активности (именно с нее начинает анализ группообразования Б. Такмен) к ним относятся:
- стадия «проверки и зависимости» — ориентировочное поведение и поиск взаимоприемлемого поведения членами группы;
- стадия «внутреннего конфликта» — обострение противоречий в группе;
- стадия «развития групповой сплоченности» — увеличения сплоченности за счет разрешения конфликтов;
- стадия «функционально-ролевой соотнесенности» — образование ролевых структур.

В сфере деловой активности Б. Такмен выделяет:
- стадию «ориентировки в задаче»— поиск членами группы наилучшей возможности решить задачу;
- стадию «эмоционального ответа на требования задачи» —противодействие членами группы вследствие несовпадения личных интересов с условиями, необходимыми для выполнения задачи;
- стадию «открытого обмена релевантными интерпретациями» —информационный обмен между членами группы;
- стадию «принятия решений» — конструктивные попытки решить задачу.

## Лидерство
Лидером является такой член малой группы, который выдвигается в результате взаимодействия членов группы для организации группы при решении конкретной задачи. Лидерство — это сугубо групповой феномен, который не может быть реализован в рамках одного человека. Именно поэтому этот феномен относится к динамическим процессам.
У лидера более выражен уровень активности при решении групповых задач. Лидер берет на себя конкретные функции в определенный момент времени. Остальные же члены группы принимают за ним право выполнять эти функции. Отношения выстраиваются так, что лидер является ведущим, остальные «идут за ним». Но эти отношения могут быть несимметричными: уровень притязаний лидера может быть намного выше готовности остальных принять его ведущую роль.

## Процесс принятия группового решения
Групповое решение - это решение членами группы проблемы, стоящей перед ними. В функции лидера входит процесс организации группы для принятия группового решения, что является весьма сложной задачей. Есть многочисленные свидетельства и подтверждения тому, что во многих случаях групповое решение является эффективней, чем индивидуальное. Наиболее распространенной формой принятия группового решения является групповая дискуссия. Частным случаем групповой дискуссии является мозговой штурм.

## Групповая сплоченность
Сплоченность — это динамическая характеристика группы, которая характеризует степень общности, единства группы, устойчивость межличностных взаимоотношений, степень эмоциональной привлекательности группы для ее членов. Групповая сплоченность широко изучалась в различных психологических направлениях. Прежде всего изучение этого феномена опирается на понимание группы в первую очередь как систему межличностных отношений, базирующихся на эмоциональной основе.
Первые исследования этого феномена начались в школе групповой динамики. Групповая сплоченность измерялась на основе эмоциональной оценки привлекательности группы со стороны ее членов. В исследованиях, проводимых Л.Фестингером, сплоченность анализировалась на основе частоты и прочности коммуникативных связей в группе. Отличается подход к групповой сплоченности в социометрическом направлении Д. Морено. Здесь уровень групповой сплоченности связывается с уровнем взаимной эмоциональной привлекательности членов группы и определяется относительным числом (долей) взаимных положительных выборов или позитивных эмоциональных оценок индивидов в группе.

## Психологическая безопасность
Важным условием устойчивого существования и развития любой группы  является психологическая безопасность. То есть такая обстановка в организации, коллективе, семье и других социальных ячейках, которая позволяет членам группы действовать, не опасаясь негативных последствий, связанных с самооценкой, статусом или карьерой (Kahn 1990, p. 708). Может быть также определена как возможность группы действовать без межличностных рисков. В психологически безопасных группах люди чувствуют себя оценёнными по достоинству и уважаемыми. Результаты исследований показывают, что психологическая безопасность есть наиболее важное условие для развития  групповой динамики и командного обучения.

## Применение
Знания, полученные при изучении групповой динамики, применяются при проведении бизнес-тренингов, групповой терапии.